# Copa del Rey de baloncesto 1994
La 58.ª edición de la Copa del Rey de baloncesto se disputó en el Palacio Municipal de Deportes San Pablo de Sevilla desde el 3 al 6 de marzo de 1994 en su fase final. FC Barcelona ganó su decimoséptimo título después de derrotar al Taugrés Baskonia en la final. Al igual que las dos más recientes de 1988 y 1993 de La Coruña, los cuartos de final tuvieron varias sedes: Córdoba (Joventut Badalona-Taugrés Baskonia y Real Madrid-Coren Orense), Málaga (Unicaja Polti-FC Barcelona) y Sevilla (Estudiantes-OAR Ferrol), celebrándose también las dos semifinales en la ciudad hispalense.
Esta edición fue jugada por los 20 equipos de la Liga ACB 1993-94. Los cuatro primeros equipos calificados de la temporada anterior calificaron directamente para el Ocho Final, mientras que los equipos 5 a 8 se unieron a la competencia en la tercera ronda. En el sorteo de la primera ronda, dos equipos recibieron un adiós.

## Primera ronda
| Equipo 1         | Agr.    | Equipo 2        | Ida   | Vuelta |
| ---------------- | ------- | --------------- | ----- | ------ |
| Valvi Girona     | 151–147 | Argal Huesca    | 81–82 | 70–65  |
| Cáceres CB       | 159–170 | DYC Breogán     | 69–72 | 90–98  |
| TDK Manresa      | 158–132 | Júver Murcia    | 86–64 | 72–68  |
| Pamesa Valencia  | 151–158 | OAR Ferrol      | 76–78 | 75–80  |
| Fórum Valladolid | 156–150 | Festina Andorra | 84–84 | 66–72  |

## Segunda ronda
| Equipo 1      | Agr.    | Equipo 2         | Ida   | Vuelta |
| ------------- | ------- | ---------------- | ----- | ------ |
| Valvi Girona  | 123–127 | DYC Breogán      | 50–57 | 73–70  |
| Unicaja Polti | 143–138 | TDK Manresa      | 69–67 | 74–71  |
| OAR Ferrol    | 170–156 | Fórum Valladolid | 86–69 | 84–88  |

## Tercera ronda
| Equipo 1         | Agr.    | Equipo 2          | Ida    | Vuelta |
| ---------------- | ------- | ----------------- | ------ | ------ |
| DYC Breogán      | 158–169 | Coren Orense      | 70–75  | 68–64  |
| Unicaja Polti    | 177–176 | Natwest Zaragoza  | 103–84 | 74–92  |
| Taugrés Baskonia | 174–169 | Elmar León        | 79–73  | 95–96  |
| OAR Ferrol       | 131–128 | Caja San Fernando | 66–64  | 65–64  |

## Final a Ocho
|  | Cuartos de final  | Cuartos de final |                  |                  | Semifinal  | Semifinal  |             |              | Final        | Final      |  |
|  | 3 de marzo        | 3 de marzo       |                  |                  | 5 de marzo | 5 de marzo |             |              | 6 de marzo   | 6 de marzo |  |
|  |                   |                  |                  |                  |            |            |             |              |              |            |  |
|  |                   |                  |                  |                  |            |            |             |              |              |            |  |
|  | Real Madrid       | 78               |                  |                  |            |            |             |              |              |            |  |
|  | Real Madrid       | 78               |                  |                  |            |            |             |              |              |            |  |
|  | Coren Orense      | 67               |                  |                  |            |            |             |              |              |            |  |
|  | Coren Orense      | 67               |                  | Real Madrid      | 75         |            |             |              |              |            |  |
|  |                   |                  |                  | Real Madrid      | 75         |            |             |              |              |            |  |
|  |                   |                  | FC Barcelona     | 81               |            |            |             |              |              |            |  |
|  | FC Barcelona      | 74               | FC Barcelona     | 81               |            |            |             |              |              |            |  |
|  | FC Barcelona      | 74               |                  |                  |            |            |             |              |              |            |  |
|  | Unicaja Polti     | 71               |                  |                  |            |            |             |              |              |            |  |
|  | Unicaja Polti     | 71               |                  |                  |            |            |             | FC Barcelona | 86           |            |  |
|  |                   |                  |                  |                  |            |            |             | FC Barcelona | 86           |            |  |
|  |                   |                  | Taugrés Baskonia | 75               |            |            |             |              |              |            |  |
|  | Joventut Badalona | 71               | Taugrés Baskonia | 75               |            |            |             |              |              |            |  |
|  | Joventut Badalona | 71               |                  |                  |            |            |             |              |              |            |  |
|  | Taugrés Baskonia  | 79               |                  |                  |            |            |             |              |              |            |  |
|  | Taugrés Baskonia  | 79               |                  | Taugrés Baskonia | 97         |            |             | Tercer lugar | Tercer lugar |            |  |
|  |                   |                  |                  | Taugrés Baskonia | 97         |            |             | Tercer lugar | Tercer lugar |            |  |
|  |                   |                  | Estudiantes      | 93               |            |            |             |              |              |            |  |
|  | Estudiantes       | 86               | Estudiantes      | 93               |            |            | Real Madrid | 89           |              |            |  |
|  | Estudiantes       | 86               |                  |                  |            |            | Real Madrid | 89           |              |            |  |
|  | OAR Ferrol        | 70               |                  |                  |            |            |             |              | Estudiantes  | 79         |  |
|  | OAR Ferrol        | 70               |                  |                  |            |            |             |              | Estudiantes  | 79         |  |
|  |                   |                  |                  |                  |            |            |             |              |              |            |  |

## Final
La final de la Copa del Rey de 1994 comenzó con un retraso de 45 minutos debido a problemas en una de las llantas. En el juego, Tony Massebunrg (FC Barcelona) fue descalificado en el primer minuto del juego después del golpe Ramón Rivas. Diez minutos después, Ken Bannister (Taugrés Baskonia) también fue descalificado después de atacar a Quique Andreu.
| 6 de marzo de 1994 | FC Barcelona                                                 | 86–75                              | Taugrés Baskonia                                 | |  |
| 20:45 GTM+1        | Marcador por tiempos: 40–32, 46–43                           | Marcador por tiempos: 40–32, 46–43 | Marcador por tiempos: 40–32, 46–43               | |  |
|                    | Estadísticas Andreu 20 Andreu, Jiménez 8 Roberts 4 Andreu 28 | Boxscore Pts Reb Asts Val          | Estadísticas Perasović 25 Abad 13 Laso 9 Reed 20 | Pabellón: San Pablo , Sevilla Asistencia: 7,500 espectadores Árbitros: Álvaro Herrera, Miguel Ángel Betancor |  |

| 1994 Copa del Rey Champions |
| --------------------------- |
| FC Barcelona 17.º título    |

## MVP de la Copa
- Velimir Perasović